# Estación de Barbara
Barbara es una estación del metro de París. Forma parte de la Línea 4 y se encuentra en Bagneux y Montrouge, al sur de París. Fue inaugurada el 13 de enero de 2022.

## Historia
La estación fue inaugurada el 13 de enero de 2022. Debe su nombre a la cantante y compositora francesa Barbara (1930-1997).

## Descripción
Como todas las estaciones de la línea 4 dispone de puertas de andén.